# Муляжув
Муляжув (пол. Mularzów) — село в Польщі, у гміні Радошиці Конецького повіту Свентокшиського воєводства.
Населення — 145 осіб (2011).
У 1975—1998 роках село належало до Келецького воєводства.

## Демографія
Демографічна структура на день 31 березня 2011 року:
|          | Загалом | Допрацездатний вік | Працездатний вік | Постпрацездатний вік |
| -------- | ------- | ------------------ | ---------------- | -------------------- |
| Чоловіки | 80      | 21                 | 53               | 6                    |
| Жінки    | 65      | 11                 | 40               | 14                   |
| Разом    | 145     | 32                 | 93               | 20                   |